# Fairy Dust
Fairy Dust é um curta-metragem de 2016 co-produzido, co-escrito e estrelado pela artista sueca Tove Lo. O filme coincide com o primeiro "capítulo", ou as seis primeiras canções, do segundo álbum de estúdio de Lo, Lady Wood, lançado em 28 de outubro de 2016. O filme foi lançado no YouTube e Vevo em 31 de outubro de 2016.

## Enredo
O filme abre com Tove Lo (interpretada por ela mesma) voltando para seu quarto de motel tarde da noite. Enquanto ela atravessa o estacionamento e sobe as escadas, ela começa a rir loucamente, gritando de raiva e chorando logo em seguida (Fairy Dust - Chapter I).
Na manhã seguinte, Lorna (Lina Esco) fala negativamente das mulheres, da maternidade e dos casamentos e do quanto gosta de ficar sozinha e que é independente enquanto fuma um cigarro. Ela ouve o casal ao lado discutindo e grita com eles pela parede, dizendo ao marido para parar de ser "uma putinha" e afirmando que a esposa é uma hipócrita por ser uma feminista, mas quer que suas necessidades sexuais sejam satisfeitas. Lorna deita na cama dizendo que tem maneiras de anestesiar a dor, com Tove deitado com ela. As duas fornicam, se acariciam e fumam maconha juntas na cama (Influence).
Naquela noite, Tove dirige para um clube. Enquanto caminha pelo clube, ela se pergunta por que "[não] está trabalhando mais" e que "costumava ser o suficiente, contanto que fosse o tempo todo". Ela vê Lorna do outro lado da sala e começa a dançar com as pessoas ao seu redor, formando conexões com elas enquanto imitam seus movimentos. Com isso, Lorna grita com Tove, apenas para ter Tove retaliar com a ajuda de seus novos amigos. Eventualmente, Lorna e Tove se reconciliam, se beijando enquanto as luzes piscam (Lady Wood). Depois, Lorna e Tove dirigem de volta para o motel enquanto Lorna conta a primeira vez que se conheceram quando Tove estava apaixonada por um homem mais velho que não correspondia aos sentimentos, deixando Tove sozinha com Lorna. Lorna começa a falar sobre como é fácil morrer e força Tove a bater com o carro, deixando-a inconsciente. Quando ela acorda, Lorna está jogando gasolina no carro. Tove tenta sair de cena várias vezes, apenas para se encontrar de volta ao acidente de carro. Lá, Lorna ateia fogo em suas roupas, matando-se (True Disaster).
Tove é vista mais tarde em seu banheiro raspando a cabeça. Ela dança no estacionamento do motel com as pessoas que conheceu no clube enquanto sua personagem de cabeça raspada está enterrando Lorna no deserto. Um curto monólogo revela que, enquanto Tove está sofrendo pela perda de Lorna, ela acredita que a dor é uma porta de entrada para mais prazer, com a dor removendo o medo e a ansiedade de uma situação incerta enquanto ela incendeia seu quarto de motel (Cool Girl). No deserto, ela conhece um rapaz e começa um relacionamento com ele, com os dois voltando para o motel para fazer sexo (Vibes). Depois, ela se senta fora de seu quarto e processa tudo o que aconteceu. Uma narração de Tove afirma que ela sente que ninguém a conhece.
Em uma cena durante os créditos, Tove é vista se masturbando em sua cama com Lorna a observando (Bitches).

## Elenco
- Tove Lo como ela mesma
- Lina Esco como Lorna
- Danny Axley como dançarino do deserto
- Angelica Dewitt, Savannah Harrison, Ty Wells e Josue De La Vega como dançarinos

## Lançamento
O filme foi lançado nas contas oficiais de Lo na Vevo e YouTube em 31 de outubro de 2016. No mesmo dia, o vídeo foi retirado do YouTube, pois apresentavaconteúdo sexual. Lo respondeu em seu perfil no Twitter, dizendo "Então, eu lancei o #FairyDust hoje, mas ele foi retirado do ar por causa das políticas do @YouTube sobre conteúdo sexual. HA. #eunemestoupelada".

## Trilha sonora
| 1   | "Fairy Dust"                   |
| 2   | "Influence" (com Wiz Khalifa ) |
| 3 - | "Lady Wood"                    |
| 4 - | "True Disaster"                |
| 5   | "Cool Girl"                    |
| 6   | "Vibes" (com Joe Janiak)       |
| 7   | "Bitches"                      |